# Henryk Kon (lekarz)
Henryk Kon (ur. 1 października 1857 w Wieluniu, zm. 9 stycznia 1934 w Łodzi) – lekarz łódzki, społecznik. 
Syn Fajbusia i Estery z Herszlików. 

## Nauka i studia
Ukończył gimnazjum rządowe w Piotrkowie Trybunalskim i studia na wydziale lekarskim Cesarskiego Uniwersytetu Warszawskiego (1883). 

## Praca zawodowa
Początkowo praktykę lekarską prowadził w Noworadomsku (Radomsku).
W lipcu 1888 r. przeniósł się z Noworadomska do Łodzi i objął stanowisko lekarza fabrycznego kilku łódzkich zakładów przemysłowych.
Jednocześnie pełnił obowiązki ordynatora oddziału wewnętrznego szpitala fabrycznego przy ul. Nawrot 58. 
Podczas I wojny światowej był naczelnym lekarzem Szpitala Miejskiego św. Aleksandra przy ul. Drewnowskiej 75. 
Gdy w 1922 r. powstała w Łodzi Kasa chorych został w niej zatrudniony, pełniąc z jej upoważnienia obowiązki lekarskie w dotychczas obsługiwanych zakładach fabrycznych. 

## Działalność pozazawodowa
- Był jednym z założycieli Łódzkiego Towarzystwa Lekarskiego.

W 50-lecie pracy zawodowej Henryka Kona Towarzystwo, w uznaniu jego zasług, obdarzyło go godnością członka honorowego. 
- Był członkiem zarządu Łódzkiego Towarzystwa Pielęgnowania Chorych „Bikur Cholim".

- Działał w Sekcji do walki z gruźlicą przy Wydziale Zdrowotności Publicznej Magistratu.